# Mudiyah (huyện)
Huyện Mudiyah là một huyện thuộc tỉnh Abyan, Yemen. Đến thời điểm năm 2003, huyện này có dân số 34879 người